# The Bride of Habaek
The Bride of Habaek (en hangul, 하백의 신부; romanización revisada, Habaekui shinbu 2017), también conocida en español como La novia del dios del agua 2017, es una serie de televisión surcoreana transmitida desde el 3 de julio hasta el 22 de agosto de 2017 por TVN.
La serie fue un spin-off del sunjung manhwa "Bride of the Water God" de Yoon Mi-kyung estrenado en 2006.
Contó con la participación especial de actores como Kang Ha-neul, Kim Won-hae, Yoon Jong-hoon, Yang Dong-keun, Cho Jung-chi, Ga Deuk-hee, Jeon So-min, entre otros...

## Historia
Cuando el narcisista dios del agua Ha Baek visita la tierra con el objetivo de encontrar una piedra lo suficientemente poderosa que lo ayude a reclamar su trono, busca la ayuda de su sierva y la mujer que está destinada a convertirse en su esposa, quien resulta ser la psiquiatra Yoon So-ah, la cual sufre problemas de depresión gracias al abandono de su padre cuando ella apenas era estudiante. Su familia está destinada a servir al dios del agua por generaciones, el único problema es que So-ah al inicio no cree en las palabras de Baek y considera que está sufriendo de delirios e intenta ayudarlo con sus problemas "supuestamente psicológicos"
Las cosas se vuelven más complicadas cuando el dios del viento Bi-ryum de la tierra del cielo, una de las diosas del agua Moo-ra y el semidiós Shin Hoo-ye aparecen en el radar. Pronto Ha-baek, Bi-ryum y Moo-ra unen fuerzas para derrotar a Hoo-ye.

## Reparto

### Personajes principales[5]
| Actor                       | Personaje                     | Ocupación        | Deidad          | Nº de episodios | Duración |
| --------------------------- | ----------------------------- | ---------------- | --------------- | --------------- | -------- |
| Shin Se-kyung               | Yoon So-ah                    | Psiquiatra       | -               | 16              | 2017     |
| Nam Joo-hyuk                | Ha Baek                       | -                | Dios del Agua   | 16              | 2017     |
| Gong Myung                  | Bi-ryum / Ahn Bin             | -                | Dios del Viento | 15              | 2017     |
| Jung Soo-jung               | Moo-ra / Hye-ra               | Actriz           | Diosa del Agua  | 15              | 2017     |
| Im Joo-hwan Yoon Chan-young | Shin Hoo-ye Hoo-ye (de joven) | CEO de un Resort | Semidiós        | 15              | 2017     |

### Personajes recurrentes
| Actor           | Personaje      | Ocupación               | Nº de episodios | Duración |
| --------------- | -------------- | ----------------------- | --------------- | -------- |
| Park Kyoo-sun   | Nam Soo-ri     | Sirviente de los Dioses | 9               | 2017     |
| Shin Jae-hoon   | Yoo Sang-yoo   | Enfermero de la Clínica | 3               | 2017     |
| Lee Geung-young | Gran Sacerdote | -                       | 2               | 2017     |
| Bae Noo-ri      | Shin Ja-ya     | Actriz                  | 2               | 2017     |
| Lee Dal-hyung   | Joo Kool-rin   | Dios Codicioso          | 1               | 2017     |
| Kim Tae Hwan    | Jin Koon       | -                       | 1               | 2017     |
| Song Won-geun   | Min            | Secretario              | 1               | 2017     |
| Choi Woo-ri     | Jo Yum-mi      | -                       | 1               | 2017     |
| Jung Dong-hwan  | Shin Dong-man  | Presidente              | 1               | 2017     |

### Otros personajes
- Lee Ji-ha como la madre de Yoon So-ah.

### Apariciones especiales
| Actor          | Personaje    | Ocupación | Nº de episodios | Duración |
| -------------- | ------------ | --------- | --------------- | -------- |
| Yoon Jong-hoon | Ma Bong-yeol | Paciente  | 1-2             | 2017     |

## Episodios
La primera y única temporada de la serie estuvo conformada por 16 episodios.
Emitida en el canal de cable tvN cada lunes y martes a las 22:55 hora estándar de Corea (KST) y en el gran catálogo de "Netflix"

## Producción
En el 2015 se anunció por primera vez que se estaba realizando una serie en vivo del manhwa "Bride of the Water God" de Yoon Mi-kyung. La primera reunión de lectura fue realizada el 16 de marzo del 2017 en Sangam-dong, Seúl, Corea del Sur. El rodaje comenzó ese mismo mes.
La serie contó con el director Kim Byung-soo, así como con los directores creativos Kwon Young-il, Lee Seung-kyoo, Choi Kwang-shik y Lee So-jin, y el escritor Jung Yoon-jung. En la producción estuvo con el apoyo Kim Ye-ji y Seo Jae-hyun, así como con los productores ejecutivos Kim Mi-na y Lee Chan-ho.
La cinematografía fue realizada por Jun Byung-moon y Uhm Jae-wan, mientras que la edición estuvo a cargo de Hong Hyo-Sun y Choi Yun-joo.
La serie fue desarrollada por "Studio Dragon" y fue distribuida por tvN.

## Emisión internacional
| País      | Título                 | Cadena           | Fecha de Inicio     | Fecha de Finalización |
| --------- | ---------------------- | ---------------- | ------------------- | --------------------- |
| Filipinas | -                      | tvN Asia         | 2017                | -                     |
| Filipinas | Bride of the Water God | GMA Network      | 11 de abril de 2018 | -                     |
| Hong Kong | -                      | tvN Asia         | 2017                | -                     |
| Indonesia | -                      | tvN Asia         | 2017                | -                     |
| Malasia   | -                      | tvN Asia         | 2017                | -                     |
| Singapur  | -                      | tvN Asia         | 2017                | -                     |
| Sri Lanka | The Bride of Habaek    | Iflix / tvN Asia | 2017                | -                     |
| Tailandia | -                      | tvN Asia         | 2017                | -                     |
| Taiwán    | -                      | tvN Asia         | 2017                | -                     |
| Vietnam   | Cô Dâu Thủy Thần       | ZingTV           | 2017                | -                     |